# Браћа Италије
Браћа Италије (итал. Fratelli d'Italia) је национално конзервативна политичка странка у Италији, коју предводи Ђорђа Мелони.
Назив странке потиче од уводних речи химне Италије - Fratelli d'Italia (Браћо Италије).